# 埋没陰茎
埋没陰茎（まいぼついんけい、英: Buried penis、隠れた陰茎あるいは収縮性陰茎とも言われる）は、陰茎が部分的あるいは完全に皮膚の下に隠れている先天性・後天的な状態のことを指す。埋没陰茎は、排尿困難、不衛生、感染症、正常な性機能の抑制を引き起こす可能性がある。
埋没陰茎は小陰茎症とは異なる。小陰茎症は、患者の年齢や性的発達の段階に対して平均より2.5標準偏差以下の伸展陰茎長を持つ、異常に小さいが正常に構造化された陰茎である。

## 歴史
埋没陰茎は、1919年にエドワード・ローレンス・キーズによって初めて記述され、陰茎が腹部、大腿、あるいは陰嚢の皮膚の下に埋もれて見えない状態として記載された。1951年にモーリス・キャンベルが更なる研究を行い、陰嚢、会陰、下腹部、および大腿の皮下脂肪の下に陰茎が埋もれていることを報告した。

## 原因

### 先天的
先天的なものは稀ではあるが、原因として、異常に大きな恥骨部脂肪塊や、陰茎を内部に引っ張る硬い組織の存在が挙げられる。

### 後天的

#### 肥満
肥満男性全員が埋没陰茎症を持っているわけではないが、埋没陰茎の外科治療を受けた男性の87％は肥満であったと報告されている。過度の腹部脂肪は、細菌や真菌の成長を助長する環境を作る可能性がある。また、肥満は感染に対する感受性が高まる2型糖尿病の発症可能性も高める。これは、埋没陰茎症の成功的かつ迅速な管理を困難にする。このような再発性感染はまた、瘢痕収縮を引き起こす可能性があり、陰茎前部の皮膚が陰茎軸と亀頭の上でずれて陰茎軸の皮膚が陥没し、埋没陰茎を引き起こす可能性がある。

#### 陰茎陰嚢リンパ浮腫
陰茎陰嚢リンパ浮腫は、陰茎軸と陰嚢の変形を引き起こし、結果として埋没陰茎を引き起こし得るが一般的でない。

#### 過度に積極的な割礼
割礼の一部のケースでは、過度に包皮が除去されたり、縫合線が収縮することにより、瘢痕が発生する。これは、陰茎が残った包皮内に封じ込められたり、陰茎が恥骨上部領域に押し込まれて埋没陰茎になる原因となる可能性がある。

#### 閉塞性乾燥性亀頭炎（BXO）
閉塞性乾燥性亀頭炎は、亀頭、陰茎軸、包皮、または尿道の硬化を引き起こす慢性の炎症性皮膚病変である。これは陰茎の末端部に瘢痕を引き起こし、その閉じ込めをもたらす可能性がある。

#### 肉様膜の異常発生
肉様膜の異常発生は、背側の固定の欠如と、腹側皮膚の過度の可動性と、肉様膜・陰茎間の適度な結合の欠如によって特徴づけられる状態である。これにより、陰茎が陰嚢内に「望遠鏡」様に引き込まれ、埋没陰茎が生じる可能性がある。

## 治療
この状態は非常に若い子供では何の介入もなく自己解決する可能性があるが、患者は最終的に確定的な再建手術を必要とするかもしれない。また、感染が存在する場合、緊急手術が必要となるかもしれない。先天性埋没陰茎は、陰茎基部の肉様膜束に海綿体を固定することにより、子供の頃に手術で修正することができる。肥満症がひどい子供や大人にとって、体重の減少が助けになるかもしれないが、通常は問題を完全に解決しない。
手術の選択肢には、陰茎の基部と恥骨とを繋ぐ靭帯の切断術、陰茎皮膚の追加が必要な部分を覆うための皮膚移植術、脂肪吸引を使用して、陰茎周辺の皮膚下の脂肪細胞を吸引するカテーテル法、 腹壁形成術で領域から過剰な脂肪と皮膚を取り除く手法、恥骨の上の脂肪塊を取り除く切除術、 あるいは陰部と太腿を覆う過剰な皮下脂肪や皮膚を取り除く皮膚・皮下脂肪切除術と言ったものがある。ブライアン・ヴェルツケ博士と彼の同僚らは、成人の埋没陰茎の修復における皮膚・皮下脂肪切除を行っているビデオで、恥骨結合の骨膜に対する上部恥骨脂肪塊の固定、そして陰茎-陰嚢接合部と陰茎-腹部接合部を引っ張らないことの重要性を強調した。
キングIC、タヒルA、ラマナサンC、シディキHは、主に瘢痕の解放と陰茎の皮膚の移動から成る単一の手術技術を用いた修正治療アルゴリズムを開発した。
ジェームズ・J・エリスト博士による2019年8月に発表された記事では、皮下に柔らかいシリコン製の陰茎インプラントを挿入する方法によって、成人の後天性埋没陰茎の状態を治療することに成功したと報告している。